# Gašper Okorn
Gašper Okorn, slovenski košarkarski trener, * 9. april 1973, Ljubljana.
Okorn je trenersko kariero začel pri KK Tinex Medvode leta 1995. Leta 2001 je postal glavni trener KK Škofja Loka, leta 2003 pomočnik trenerja v Union Olimpiji, kjer je bil med letoma 2006 in 2007 prvič glavni trener. Ob nekaj klubi v tujini je med letoma 2010 in 2013 vodil Slovan, med letoma 2014 in 2015 Helios Suns, 
Avgusta 2016 je ponovno prevzel mesto glavnega trenerja Olimpije. V Olimpiji do 8. januarja 2018. Sezono 2016-17 je zaključil z naslovom državnega in pokalnega prvaka. V Jadranski ligi pa 11. mesto (14 moštev). 
Junija 2018 imenovan za glavnega trenerja Falco Szombathely v prvi madžarski ligi (Nemzeti Bajnokság I/A). Falco uspešno vodi do naslova državnega pokala, v pokalu pa izgubi v finalu. 

## Dosežki

### Olimpija
Glavni trener
- Državni prvak Slovenije : (2017)
- Državni pokal Slovenije : (2017)
- Slovenski superpokal: (2017)

Pomočnik
- Državni prvak Slovenije : (2004, 2005)
- Državni pokal Slovenije : (2005)
- Slovenski superpokal: (2004)

### Lietuvos rytas
Pomočnik
- Državni prvak Litve (2006)
- Baltska liga (2006)

### Falco Szombathely
Glavni trener
- Državni prvak Madžarske: (2019)